# Charles Austin Gardner
Charles Austin Gardner ( 6 de enero de 1896 – 24 de febrero de 1970 ) fue un botánico, y explorador australiano .
Nace en Lancaster, Inglaterra, emigrando con su familia, a Australia Occidental cuando tenía trece años.
Mostró interés en Artes y en la Botánica desde joven, y gana el cargo de recolector botánico del "Departamento Forestal" en 1920. Al año siguiente, es botánico de la "Expedición de Exploración Kimberley", resultando en su primera publicación botánica: Botanical Notes, Kimberley Division of Western Australia, donde describe veinte nuevas especies.
En 1924 es transferido al "Departamento de Agricultura", y siguiendo una reorganización ministerial, en 1928, es designado Gobernador Botánico y Curador del Herbario Estatal.
Viajó extensamente, publicando alrededor de 320 artículos, cuyos más importantes fueron Contributions to the Flora of Western Australia en Journal of the Royal Society of Western Australia (de 1923), Enumeratio Plantarum Australiae Occidentalis (1930) y Flora of Western Australia Vol. 1, Parte 1, Gramineae (1952). Describió ocho géneros y 200 especies.
En 1937 se convirtió en el primer botánico australiano oficial de enlace (Australian Botanical Liaison Officer) del Royal Botanic Gardens, Kew.
Se retira en 1962, y fallece a consecuencias de diabetes en Subiaco (Australia Occidental) el 24 de febrero de 1970, a los 74. Su colección personal botánica fue legada a la Comunidad Benedictina de Nueva Norcia Australia Occidental, pero sería transferida al Herbario Estatal en Perth en junio de 1970.

## Honores
Recibió la "Medalla de la Royal Society of Western Australia" en 1949.

## Publicaciones
- charles austin Gardner. 1985. Wildflowers of Western Australia. 16ª edición de St George Books, 160 pp. ISBN 086778007X

- ------------------------------------, h.w. Bennetts. 1956. The Toxic Plants of Western Australia, Perth, West Australian Newspapers

- helen Ogden, charles austin Gardner. 1929. Flowers of Western Australia. Editor H. Ogden & I. Richardson. 7 pp.

- La abreviatura «C.A.Gardner» se emplea para indicar a Charles Austin Gardner como autoridad en la descripción y clasificación científica de los vegetales.[1]

## Otras lecturas
- 1996. Description of botanist's work (Gardner, C. A.) Wildflower Society of Western Australia newsletter 34 ( 4): 15-18